# SM-liiga 1995/96
Die Saison 1995/96 war die 21. Spielzeit der SM-liiga. Zum dritten Mal seit der Gründung der SM-liiga und zum vierten Mal insgesamt wurde Jokerit Helsinki Finnischer Eishockey-Meister.

## Reguläre Saison

### Modus
Jedes Team musste viermal gegen jedes andere Team in der Liga und sechsmal zusätzlich gegen örtlich nahe gelegene Mannschaften spielen. Jedes Spiel bestand aus drei Dritteln à 20 Minuten. Im Fall, dass nach der regulären Spielzeit kein Sieger gefunden war, wurde das Spiel als unentschieden gewertet.
Ein Sieg in der regulären Spielzeit brachte einer Mannschaft zwei Punkte. Ein Unentschieden wurde mit einem Punkt vergütet. Für eine Niederlage gab es keine Punkte.

### Abschlusstabelle
Abkürzungen: Sp = Spiele, S = Siege, U = Unentschieden, N = Niederlagen, T = Tore, GT = Gegentore, TD = Tordifferenz
| Pl  | Mannschaft | Sp | S  | U  | N  | T   | GT  | TD  | Punkte |
| --- | ---------- | -- | -- | -- | -- | --- | --- | --- | ------ |
| 1.  | Jokerit    | 50 | 31 | 11 | 8  | 190 | 91  | +99 | 73     |
| 2.  | TPS        | 50 | 33 | 5  | 12 | 216 | 141 | +75 | 71     |
| 3.  | Lukko      | 50 | 25 | 9  | 16 | 205 | 177 | +28 | 59     |
| 4.  | Tappara    | 50 | 24 | 7  | 19 | 172 | 161 | +11 | 55     |
| 5.  | HPK        | 50 | 23 | 7  | 20 | 160 | 151 | +9  | 53     |
| 6.  | HIFK       | 50 | 21 | 10 | 19 | 142 | 158 | −16 | 52     |
| 7.  | Ässät      | 50 | 22 | 5  | 23 | 140 | 160 | −20 | 49     |
| 8.  | Ilves      | 50 | 18 | 7  | 25 | 153 | 183 | −30 | 43     |
| 9.  | K-Espoo    | 50 | 18 | 6  | 26 | 131 | 164 | −33 | 42     |
| 10. | JYP HT     | 50 | 13 | 11 | 26 | 132 | 155 | −23 | 37     |
| 11. | KalPa      | 50 | 13 | 10 | 27 | 126 | 162 | −36 | 36     |
| 12. | TuTo       | 50 | 12 | 6  | 32 | 140 | 204 | −64 | 30     |

### Beste Scorer
Abkürzungen: T = Tore, A = Assists
| Pl  | Spieler            | Mannschaft | T  | A  | Punkte |
| --- | ------------------ | ---------- | -- | -- | ------ |
| 1.  | Juha Riihijärvi    | Lukko      | 28 | 44 | 72     |
| 2.  | Janne Ojanen       | Tappara    | 20 | 44 | 64     |
| 3.  | Petri Varis        | Jokerit    | 28 | 28 | 56     |
| 4.  | Mikko Peltola      | Lukko      | 24 | 32 | 56     |
| 5.  | Otakar Janecký     | Jokerit    | 17 | 38 | 55     |
| 6.  | Vjačeslavs Fanduls | TPS        | 22 | 29 | 51     |
| 7.  | Timo Jutila        | Tappara    | 14 | 37 | 51     |
| 8.  | Jari Korpisalo     | Ässät      | 27 | 20 | 47     |
| 9.  | Thomas Sjögren     | JYP        | 22 | 25 | 47     |
| 10. | Alexander Barkow   | Tappara    | 20 | 26 | 46     |

## Play-offs

### Modus
Die Plätze 1–8 waren automatisch für die Play-offs qualifiziert.
Für die jeweils nächste Runde qualifizierten sich die Mannschaften, die im Viertel- und Halbfinale gegen ihren Gegner von fünf Spielen die meisten gewonnen hatten. Die Sieger der Halbfinals zogen ins Finale ein, während die Verlierer im kleinen Finale um den dritten Platz spielten. Im Finale wurden ebenfalls fünf Spiele gespielt. Wer die meisten Spiele gewann, war Sieger der Saison. In der Runde um Platz 3 wurde lediglich ein Spiel gespielt. Die jeweiligen Gegner wurden so zusammengestellt, dass die bestplatzierte Mannschaft gegen die schlechteste spielt, die zweitbeste, gegen die zweitschlechteste, und so weiter. Ein Spiel dauerte, so wie in der Hauptsaison, insgesamt 60 Minuten. Nach der regulären Zeit wurden Verlängerungen von jeweils 20 Minuten Länge gespielt, bis ein Sieger durch ein entscheidendes Tor gefunden wurde.

### Turnierbaum
|  | Viertelfinale | Viertelfinale |         |     | Halbfinale       | Halbfinale |  |  | Finale | Finale |
|  |               |               |         |     |                  |            |  |  |        |        |
|  |               |               |         |     |                  |            |  |  |        |        |
|  | Jokerit       | 3             |         |     |                  |            |  |  |        |        |
|  | Jokerit       | 3             |         |     |                  |            |  |  |        |        |
|  | Ilves         | 0             |         |     |                  |            |  |  |        |        |
|  | Ilves         | 0             | Jokerit | 3   |                  |            |  |  |        |        |
|  |               |               | Jokerit | 3   |                  |            |  |  |        |        |
|  |               | HPK           | 1       |     |                  |            |  |  |        |        |
|  | Tappara       | HPK           | 1       | 1   |                  |            |  |  |        |        |
|  | Tappara       |               |         | 1   |                  |            |  |  |        |        |
|  | HPK           | 3             |         |     |                  |            |  |  |        |        |
|  |               |               | Jokerit | 3   |                  |            |  |  |        |        |
|  |               |               |         | TPS | 1                |            |  |  |        |        |
|  | TPS           | 3             |         |     |                  |            |  |  |        |        |
|  | Assät         | 0             |         |     |                  |            |  |  |        |        |
|  | Assät         | 0             | TPS     | 3   |                  |            |  |  |        |        |
|  |               |               | TPS     | 3   | Spiel um Platz 3 |            |  |  |        |        |
|  |               | Lukko         | 1       |     |                  |            |  |  |        |        |
|  | Lukko         | Lukko         | 1       | 3   | Lukko            | 1          |  |  |        |        |
|  | Lukko         |               |         | 3   | Lukko            | 1          |  |  |        |        |
|  | HIFK          | 0             |         | HPK | 0                |            |  |  |        |        |
|  | HIFK          | 0             |         |     | 0                |            |  |  |        |        |
|  |               |               |         |     |                  |            |  |  |        |        |

### Viertelfinale
| Jokerit – Ilves                    | Jokerit – Ilves | Jokerit – Ilves |
| ---------------------------------- | --------------- | --------------- |
| Jokerit                            | Ilves           | 11-2            |
| Ilves                              | Jokerit         | 2-7             |
| Jokerit                            | Ilves           | 3-1             |
| Jokerit gewinnt die Runde mit 3:0. |                 |                 |

| Tappara – HPK                  | Tappara – HPK | Tappara – HPK |
| ------------------------------ | ------------- | ------------- |
| Tappara                        | HPK           | 1-3           |
| HPK                            | Tappara       | 5-3           |
| Tappara                        | HPK           | 7-2           |
| HPK                            | Tappara       | 7-1           |
| HPK gewinnt die Runde mit 3:1. |               |               |

| TPS – Ässät                    | TPS – Ässät | TPS – Ässät |
| ------------------------------ | ----------- | ----------- |
| TPS                            | Ässät       | 4-0         |
| Ässät                          | TPS         | 2-4         |
| TPS                            | Ässät       | 6-3         |
| TPS gewinnt die Runde mit 3:0. |             |             |

| Lukko – HIFK                     | Lukko – HIFK | Lukko – HIFK |
| -------------------------------- | ------------ | ------------ |
| Lukko                            | HIFK         | 2-1          |
| HIFK                             | Lukko        | 4-6          |
| Lukko                            | HIFK         | 4-1          |
| Lukko gewinnt die Runde mit 3:0. |              |              |

### Halbfinale
| Jokerit – HPK                      | Jokerit – HPK | Jokerit – HPK |
| ---------------------------------- | ------------- | ------------- |
| Jokerit                            | HPK           | 2-3           |
| HPK                                | Jokerit       | 0-3           |
| Jokerit                            | HPK           | 4-1           |
| HPK                                | Jokerit       | 0-6           |
| Jokerit gewinnt die Runde mit 3:1. |               |               |

| TPS – Lukko                    | TPS – Lukko | TPS – Lukko |
| ------------------------------ | ----------- | ----------- |
| TPS                            | Lukko       | 2-3         |
| Lukko                          | TPS         | 1-3         |
| TPS                            | Lukko       | 4-2         |
| Lukko                          | TPS         | 2-4         |
| TPS gewinnt die Runde mit 3:2. |             |             |

### Dritter Platz
| Lukko – HPK           | Lukko – HPK | Lukko – HPK |
| --------------------- | ----------- | ----------- |
| Lukko                 | HPK         | 2-1         |
| Lukko gewinnt Bronze. |             |             |

### Finale
| Jokerit – TPS                                                 | Jokerit – TPS | Jokerit – TPS |
| ------------------------------------------------------------- | ------------- | ------------- |
| Jokerit                                                       | TPS           | 0-1           |
| TPS                                                           | Jokerit       | 1-6           |
| Jokerit                                                       | TPS           | 5-1           |
| TPS                                                           | Jokerit       | 1-4           |
| Jokerit gewinnt die Meisterschaft mit 3:1. TPS erhält Silber. |               |               |

### Finnischer Meister
| Finnischer Meister Jokerit Helsinki | Torhüter: Marko Rantanen, Ari Sulander Verteidiger: Santeri Immonen, Waltteri Immonen, Ismo Kuoppala, Kari Martikainen, Antti-Jussi Niemi, Janne Niinimaa, Pasi Sormunen, Mika Strömberg, Marko Tuulola Angreifer: Mika Asikainen, Niko Halttunen, Otakar Janecký, Tero Lehterä, Juha Lind, Jari Lindros, Jukka Penttinen, Pasi Saarela, Timo Saarikoski, Keijo Säilynoja, Tommi Sova, Petri Varis, Juha Ylönen Cheftrainer: Hannu Aravirta |

### Beste Scorer
Abkürzungen: T = Tore, A = Assists
| Pl | Spieler         | Mannschaft | T  | A  | Punkte |
| -- | --------------- | ---------- | -- | -- | ------ |
| 1. | Petri Varis     | Jokerit    | 12 | 7  | 19     |
| 2. | Otakar Janecký  | Jokerit    | 3  | 16 | 19     |
| 3. | Mikka Strömberg | Jokerit    | 1  | 11 | 12     |
| 4. | Pasu Saarela    | Jokerit    | 5  | 6  | 11     |
| 5. | Kimmo Rintanen  | TPS        | 4  | 6  | 10     |

## SM-liiga-Qualifikation
- TuTo Hockey – SaiPa Lappeenranta 0:3

TuTo Hockey steigt damit in die zweite finnische Eishockeyliga, die I-divisioona ab. SaiPa Lappeenranta steigt dafür in die SM-liiga auf.

## Auszeichnungen
| Auszeichnung                 | Gewinner         | Mannschaft |
| ---------------------------- | ---------------- | ---------- |
| Aarne-Honkavaara-Trophäe     | Juha Riihijärvi  | Lukko      |
| Jari-Kurri-Trophäe           | Petri Varis      | Jokerit    |
| Jarmo Wasaman muistopalkinto | Jani Hurme       | TPS        |
| Kalevi-Numminen-Trophäe      | Sakari Pietilä   | HPK        |
| Kultainen kypärä             | Juha Riihijärvi  | Lukko      |
| Lasse-Oksanen-Trophäe        | Juha Riihijärvi  | Lukko      |
| Matti-Keinonen-Trophäe       | Petri Varis      | Jokerit    |
| Pekka-Rautakallio-Trophäe    | Mika Strömberg   | Jokerit    |
| Pentti-Isotalo-Trophäe       | Janne Rautavuori | -          |
| Raimo-Kilpiö-Trophäe         | Waltteri Immonen | Jokerit    |
| Unto-Wiitala-Trophäe         | Seppo Mäkelä     | -          |
| Urpo-Ylönen-Trophäe          | Ari Sulander     | Jokerit    |
| Veli-Pekka-Ketola-Trophäe    | Juha Riihijärvi  | Lukko      |